# 八木大輔
八木 大輔（やぎ だいすけ、Daisuke Yagi、2003年11月23日 - ）は、日本のクラシック音楽のピアニスト。神奈川県出身。

## 略歴
2003年11月23日、神奈川県で生まれる。
3歳か4歳くらいの頃に通っていた保育園にあったアップライトピアノを毎日のように弾きながら歌っていたのがピアノとの出会いとなる。昼食の時間もピアノで遊んでいたため、保育士からご飯を食べてからにするように叱られることもあった。その後、近所のピアノ教室に通うようになり、藤井麻衣子、石井理恵に師事する。しかしながら反抗期とでもいうのか、母にピアノを練習するように言われると、これに反発するようになり、中学になったころにはピアノを止めようとも考えた。
興味があることには夢中になるが、興味がないとまったくやる気が出ない性格であり、例えば、小学校低学年で通った英語教室は3か月で覚えたのが1フレーズだけなのだが、中学からは英語が面白くなり、大学在学中の2023年時点では最上級クラスに所属し、帰国生と共に学んでいる。スイミングスクールに通っていたときもまったく泳げるようにならず、家族に退会させられている。
イタリアのコンクールへの派遣オーディションがあると聞き、これに興味をもって受けたところ、満場一致の最優秀賞を獲得する。その時に審査員の1人だった黒田亜樹と出会い、コンクール前のレッスンを受けたが、当時、反抗期で好き勝手に弾いていた八木に対し、黒田は「自分を論破できたら、好きなように弾いてよい」と楽譜に書かれた意味を論理的に読み解くレッスンを行った。八木は完璧なまでに黒田に打ち負かされることになる。イタリア・ミラノで開催された第7回「ピアノタレント国際コンクール（Piano Talents in Milano）」では、八木は大賞と聴衆賞を獲得し、ピアノ演奏の良さを再確認することになった。
その後、ヨーロッパで開催される数々の小規模なコンクールに参加し、国際マイナークラスとはいえ史上最年少での優勝や入賞を果たすことになるのだが、八木本人は自身が怠け者であるとし、自分のレパートリーを広げるため、本番の機会を積む勉強のためにコンクールに参加しており、結果にはこだわっていないと述べる。
慶應義塾高校時代はスポーツ、芸術、学問といった各分野に秀でた友人をつくり、教師に恵まれたこともあって数学が好きになり、卒業研究として相対性理論に取り組んで、ブラックホールの数式を解明した。慶應義塾大学文学部に進学するが、専攻は音楽関係ではなく美学美術史を専攻している。大学では、数学、物理学、哲学、文学、社会学、英語、フランス語、イタリア語、ドイツ語などを学ぶ。語学は、フランスの放送局所蔵のフランス語文献は英語の文献にはないクラシック音楽の最新の情報が含まれていたり、バッハやベートーヴェンを弾く際にドイツ語の抑揚やニュアンスを知っていた方が理解が深まるというのもある。アレクサンダー・ガジェヴとも親しくなり、レッスンを受けているのだが、数学、物理学、文学、哲学などに興味があるという共通項があり、レッスン後に方程式を解いて盛り上がることもある。　

## 受賞歴
- 第7回ピアノ・タレント・国際コンクール (イタリア, ミラノ) - 大賞および聴衆賞[6]
- 第30回ポッツォーリ国際ピアノコンクール (イタリア, セレーニョ) - 第3位[8]（史上最年少入賞 この時13歳）[6]
- ジャパン・ピアノ・オープン (AAF, 日本, 東京) 特別賞[9]
- 第4回スタインウェイコンクール in Japan (東京) - 大賞および聴衆賞[10]
- チッタ・ディ・カントゥ国際ピアノ協奏曲コンクール (イタリア)- 古典派部門 第1位（最年少受賞）併せてベートーヴェン賞[11]
- アンドレア・バルディ国際ピアノコンクール (イタリア)- 第1位（史上最年少）[12]
- スポレート国際ピアノコンクール (イタリア)- 第1位（史上最年少）[13]
- モツアルテ国際ピアノコンクール - (ドイツ) 最上位（1位無し第2位）入賞
- モツアルテ国際ピアノコンクールジュニア (AAF, ドイツ) Category B第1位同着[14]
- チャンピオンズ・キーボード (AAF, イタリア,ミラノ; オンライン) Categoria A - Sezione D大賞[15]
- チッタ・ディ・ミネルビオ国際ピアノコンクール (イタリア) Categoria 4第1位[16]
- ラ・パルマ・ドーロ国際ピアノコンクール (イタリア) 第1位[17]
- 第14回リヨン国際ピアノコンクール - (フランス) 優勝（史上最年少優勝）[5]
- チャンピオンズ・キーボード (AAF, イタリア,ミラノ; オンライン)  Categoria B - Sezione A大賞同着
- チャンピオンズ・キーボード (AAF, イタリア,ミラノ; オンライン)  Categoria B - Sezione C大賞[18]

## ディスコグラフィ

### 『ザ・ヴィルトゥオーゾ』 D & F（八木大輔＆秋川風雅）
慶應義塾高等学校3年在学中となる2022年2月、級友でもある秋川風雅とのジョイント企画としてリリースされたもの。
- ザ・ヴィルトゥオーゾ アールアンフィニ（ソニーミュージック/ミューズエンターテインメント[19]）
  1. 練習曲 嬰ト短調 作品25-6
  2. 「ドン・ジョヴァンニ」の回想 S.418
  3. 死の舞踏 S.555
  4. 練習曲 嬰ハ短調 作品10-4
  5. ピアノ・ソナタ 第23番 ヘ短調 作品57「熱情」 第1楽章:アレグロ・アッサイ
  6. ピアノ・ソナタ 第23番 ヘ短調 作品57「熱情」 第2楽章:アンダンテ・コン・モート
  7. ピアノ・ソナタ 第23番 ヘ短調 作品57「熱情」 第3楽章:アレグロ・マ・ノン・トロッポ-プレスト
  8. イタリアン・ポルカ 変ホ長調 (連弾)